# Gießen
Gießen (pronunție în germană [ˈɡiːsn̩]) este un oraș universitar și centrul administrativ al districtului cu același nume orașul fiind pe locul 8 ca mărime în landul Hessen, Germania.

## Geografie

### Amplasare
Orașul este străbătut de râul Lahn, acolo unde cursul apei își schimbă direcția de la sud la vest. La nord de Gießen pe valea Lahnului se află orașul Marburg, în vest se găsește pădurea Westerwald, în sud se află Wetterau, munții Taunus (878 m) fiind în sud-vest, iar în est sunt munții de origine vulcanică Vogelsberg.
Orașe învecinate sunt Wetzlar (52.831 loc.) și Marburg (79.139 loc.) la vest, Fulda (63.958 loc.) la est, Friedberg (28.398 loc.) și Frankfurt pe Main (659.928 loc.)

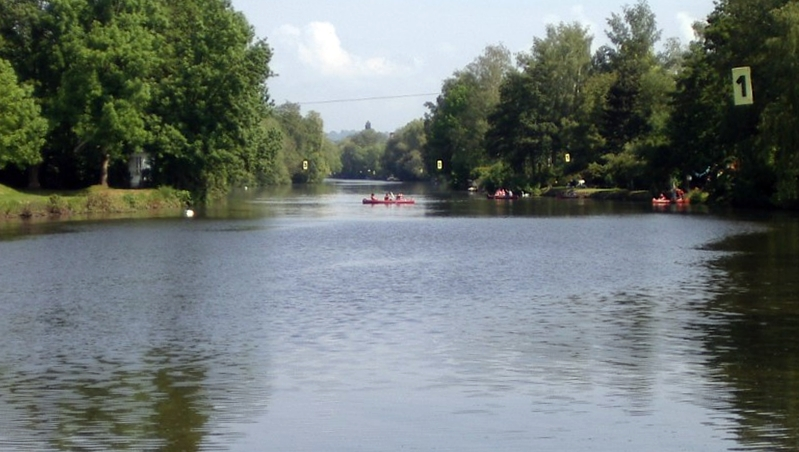
râul Lahn
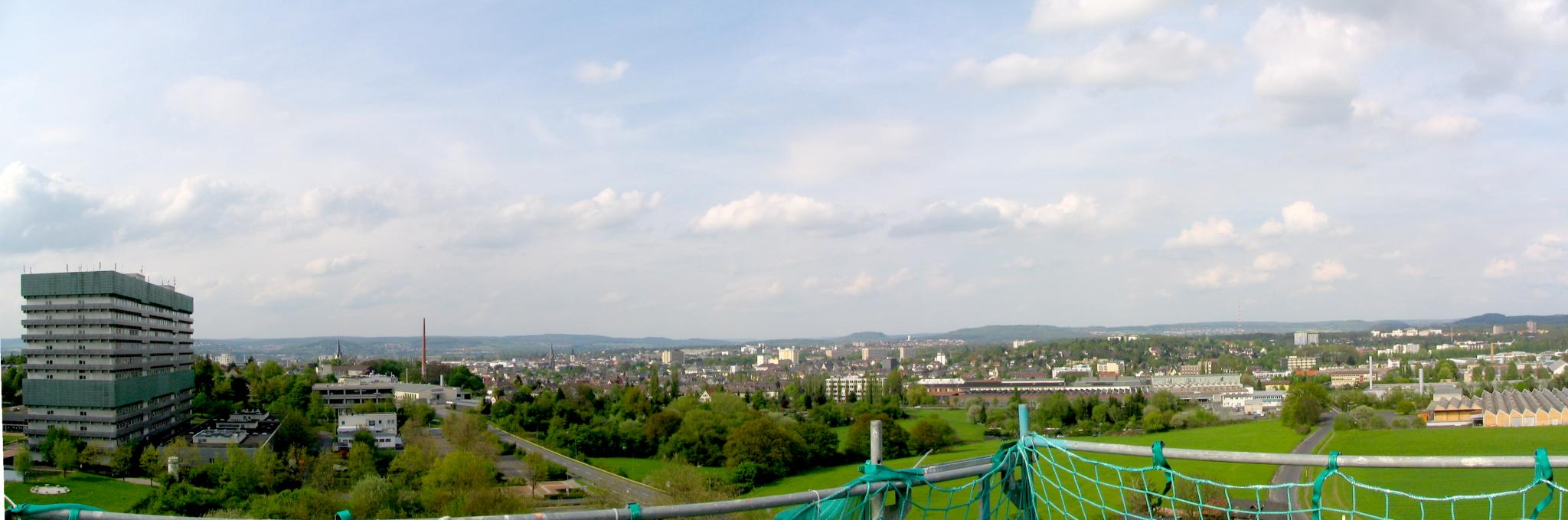
Panorama din Gießen & o parte din Campusul de științe naturale JLU

### Comune vecine
Granițele Gießenului sunt trasate strâns în jurul orașului, localitatea suferind din pricina migrației permanente a locuitoruilor. Mai jos sunt prezentate comunele vecine începând din vest în direcția acelor de ceasornic:
- Heuchelheim
- Biebertal
- Wettenberg
- Lollar
- Staufenberg
- Buseck
- Fernwald
- Pohlheim
- Linden
- Hüttenberg (Lahn-Dill-Kreis)
- Wetzlar (Lahn-Dill-Kreis).

## Istoric

### Întemeierea așezării
Cetatea Gießen este întemeiată de Wilhelm von Gleiberg în anul 1152 mutându-se din cetatea Gleiberg aici, la nord-vest la distanța de 5 km de localitate o parte din cetatea veche există și azi. In secolul VIII - X este sub stăpânirea francilor de est (Konradinilor), după care urmează domnia Casei de Luxemburg (secolul XI - XIII) prin moștenire va fi obținut o parte din ținutul de pe Lahn de Wilhelm von Gleiberg.

### Așezarea devine oraș
Primele dovezi scrise despre localitate datează din 1197, iar în 1248 este Gießen pentru prima oară menționat ca oraș. In anul 1264 aparține localitatea de principatul Hessen (un principat de pe cursul mijlociu al  Rinului și Neckarului cu rezidența în Gudensberg ulterior în Kassel) în 1300 va fi întemeiată cetatea de azi, în 1325 este întemeiat „orașul nou” iar din 1370 există în oraș un primar cu un consiliu. Privilegiille comerciale ale unui oraș sunt acordate în anul 1442, primăria veche (din 1450) vor fi distruse prin bombardamentele din 1944.

### Înființarea universității
În 1535 Philipp cel Generos (1504-1567) consolidează fortificația cetății, în același an ia naștere „Cimitirul vechi” și „Cetatea Nouă”. La data de 27 mai 1560 un incendiu distruge partea de nord a orașului. În 1605 este înființat liceul „Gymnasium Ludovicianum” cu o secție de limbă latină, iar în timpul lui împăratului Rudolf al II-lea (1552-1612) la data de 19 mai 1607 se înființează Universitatea din Gießen, iar doi ani mai târziu ia naștere „Grădina Botanică” (cea mai veche din Germania). Între anii 1634-1635 o epidemie de pestă decimează populația orașului, în secolul XVIII regiunea este de mai multe ori stăpânită de trupe străine și pustiită de războaie.

### Secolul XIX

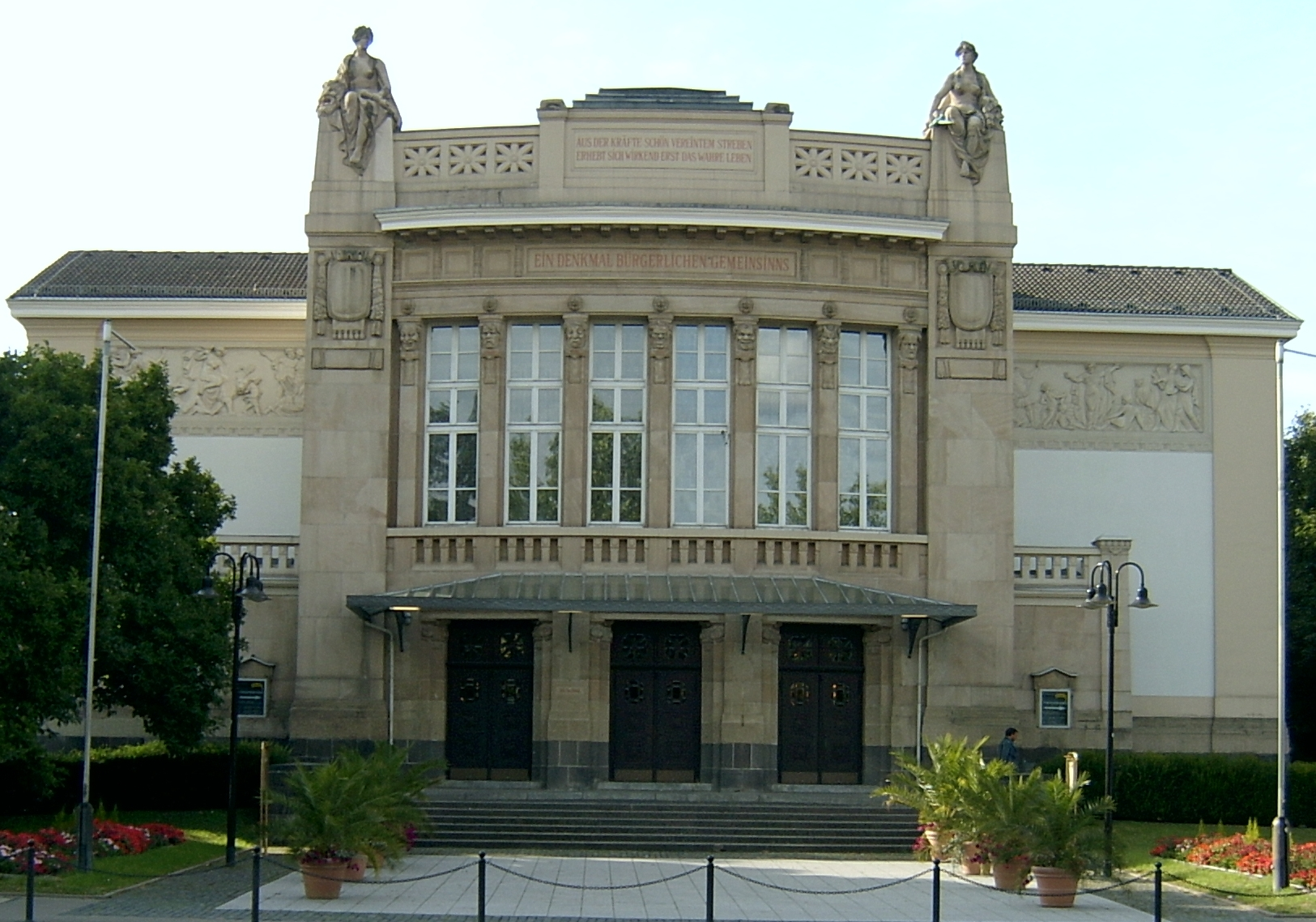
Teatrul

Orașul devine în 1803 capitala provinciei „Oberhessen” din cadrul principatului „Hessen”. În anii 1824 - 1852 predă la universitate chimistul Justus Liebig (1803 - 1873). Febra Revoluției din 1848 a cuprins și orașul Gießen un student fiind omorât. Un an mai târziu orașul a fost legat la rețeaua de cale ferată. O dezvoltare economică cu o extindere a orașului are loc în timpul primarului August Bramm (1875-1889), în 1855 este înființată organizația pompierilor voluntari, iar din 1867 staționează în localitate o garnizoană militară. Între anii 1879-1888 predă la universitate Wilhelm Conrad Röntgen (1845-1923), fizicianul care a descoperitor Razele X. În 1893 este sfințită biserica evanghelică „Johanneskirche”, iar în 1907 este deschis un teatru, din 1894 funcționează sistemul de circulație a orașului prin omnibuse trase de cai, iar din 1909 apare primul tramvai electric.

## Personalități născute aici
- Walter Dornberger (1895 - 1980), general german, fizician american.